# 長野県道20号開田三岳福島線
長野県道20号開田三岳福島線（ながのけんどう20ごう かいだみたけふくしません）は、長野県木曽郡木曽町を通る県道（主要地方道）である。

## 概要
長野県木曽郡木曽町内の開田高原から三岳地区を通過して国道19号に至る三岳地区の幹線道路である。

### 路線データ
- 路線認定[1]

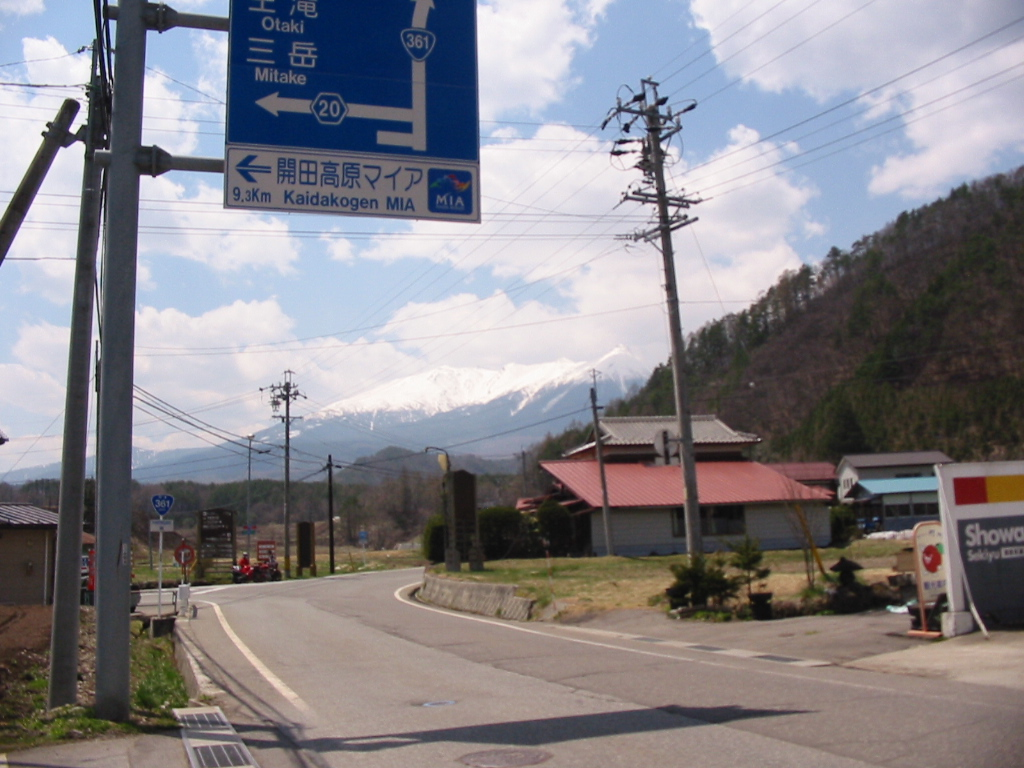
国道361号交点（起点）

  - 起点：木曽郡木曽町開田高原（当初は木曽郡開田村[2]）
  - 終点：木曽郡木曽町福島（当初は木曽郡木曽福島町[2]）
  - 重要な経過地：なし（当初は木曽郡三岳村[2]）
- 道路の区域[3]
  - 起点：木曽郡木曽町開田高原西野4663番の3地先（国道361号交点）
  - 終点：木曽郡木曽町福島元橋3490番の14地先（国道19号交点）
  - 実延長：24.1556 km
- 道路法第7条第1項該当号：4号[4]

## 歴史
- 1959年（昭和34年）8月1日 - 長野県道福島御岳線の認定[5]。
- 1972年（昭和47年）9月11日 - 長野県道越木曽福島線の認定[6]。
- 1993年（平成5年）5月11日 - 建設省から、県道越木曽福島線・県道福島御岳線の一部が開田三岳福島線として主要地方道に指定される[7]。
- 1994年（平成6年）4月1日 - 長野県道270号越木曽福島線を長野県道20号開田三岳福島線に変更[2]。

## 路線状況

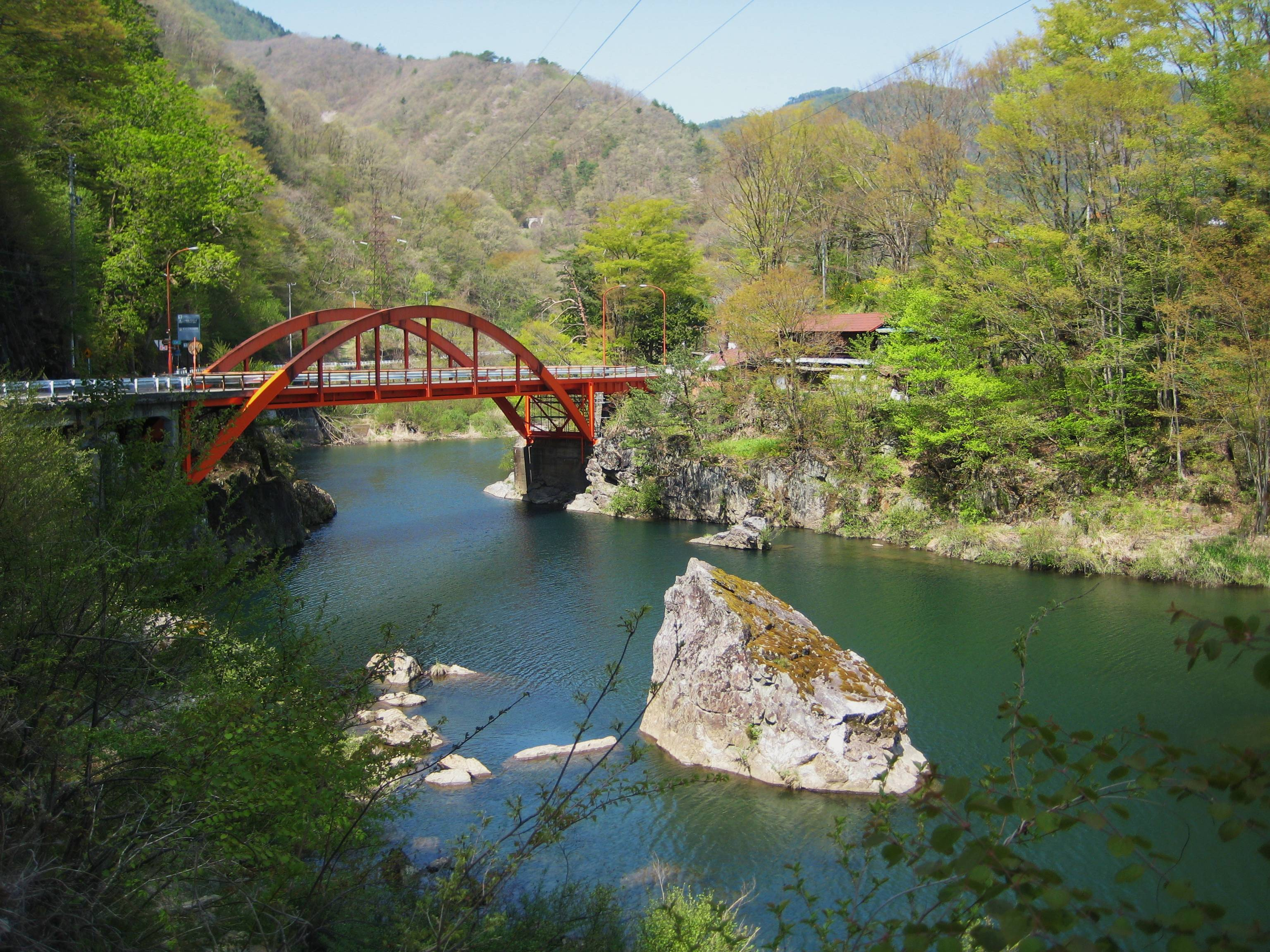
王滝川に架かる常盤橋（木曽町）

### 重複区間
- 長野県道263号川合中畑線（木曽郡木曽町三岳 - 木曽郡木曽町福島）

## 地理

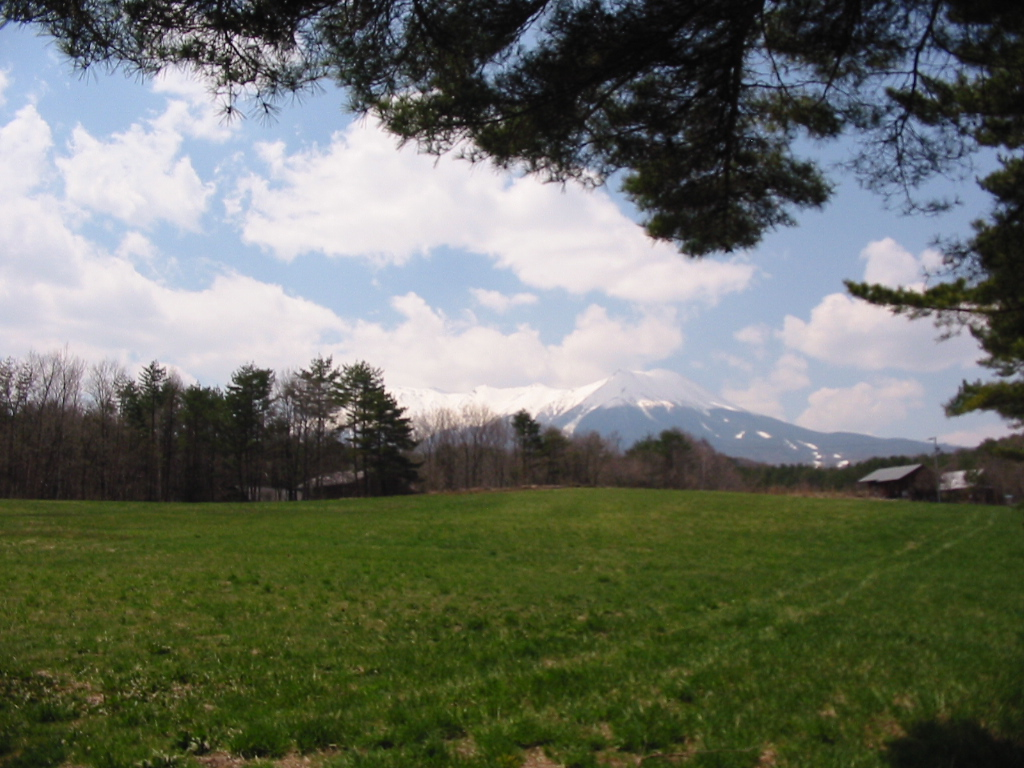
県道から見える御嶽山

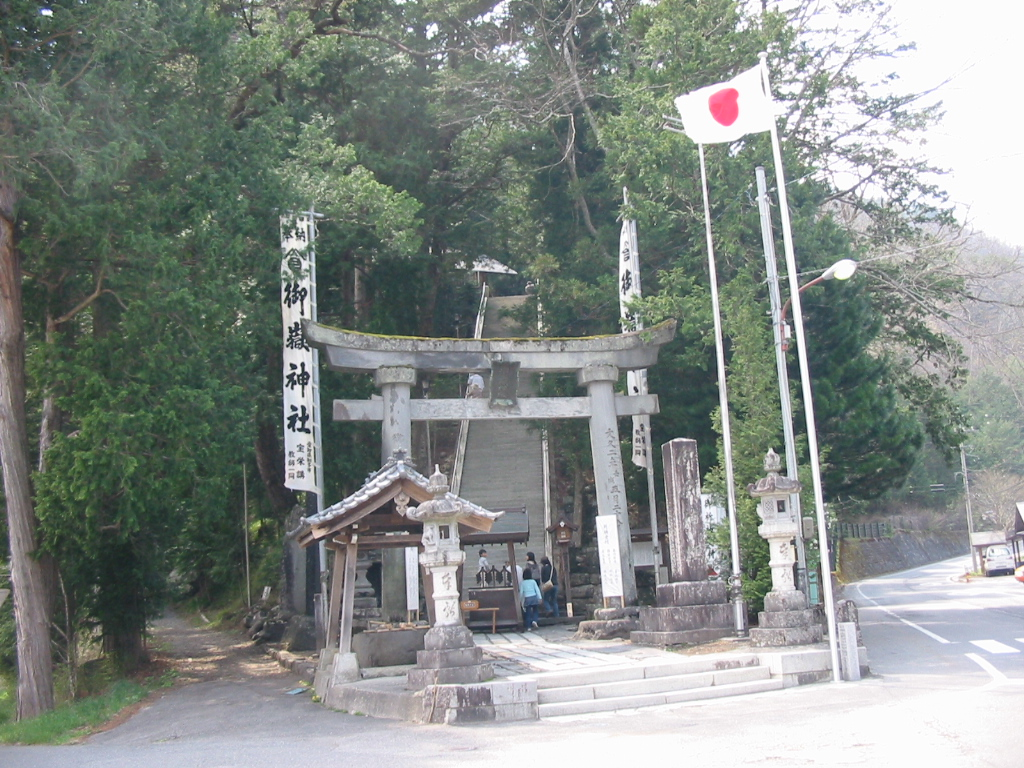
御嶽神社里宮

### 通過する自治体
- 木曽郡木曽町

### 交差する道路
- 国道361号（木曽郡木曽町開田高原西野、起点）
- 長野県道473号上松御岳線（木曽郡木曽町三岳）
- 長野県道256号御岳王滝黒沢線（木曽郡木曽町三岳）
- 長野県道263号川合中畑線（木曽郡木曽町三岳）
- 長野県道263号川合中畑線（木曽郡木曽町福島）
- 国道19号